# كأس الكونكاكاف الذهبية للسيدات 2002
كأس الكونكاكاف الذهبية للسيدات 2002 (بالإنجليزية: 2002 CONCACAF Women's Gold Cup)‏ هو الموسم 6 من  كأس الكونكاكاف الذهبية للسيدات ‏. أشرف على تنظيمه كونكاكاف، وكان عدد الأندية المشاركة فيه  8، وفاز فيه منتخب الولايات المتحدة لكرة القدم للسيدات.